# Calamospondylus
Calamospondylus (лат.) — вымерший род динозавров-теропод, окаменелость которого были найдены в отложениях раннего мелового периода на острове Уайт (Великобритания). Типовой и единственный вид — C. oweni.

## Открытие и наименование
Голотип был обнаружен палеонтологом-любителем Уильямом Дарвином Фоксом (William Darwin Fox) в 1865 году, а таксон Calamospondylus oweni был анонимно описан им же в 1866 году на основе крестца и связанных с ним элементов таза, найденных на острове Уайт в слоях Уэссекской формации.
Несколько авторов (например, Woodward & Sherborn 1890; Swinton 1936; Steel 1970) рассматривали Calamospondylus как nomen nudum для теропода Aristosuchus и, следовательно, предполагая тождественность голотипов обеих таксонов. Однако, как отметил Naish в работе 2002 года, различия в размерах между голотипами Calamospondylus oweni и Aristosuchus pusillus, а также переписка между Ричардом Оуэном и преподобным Уильямом Фоксом демонстрируют, что C. oweni описан на основе образца, отличного от голотипа Aristosuchus.
Второй вид, Calamospondylus foxi, был назван Лидеккером в 1889 году и выделен в отдельный род Calamosaurus им же в 1891 году.
С тех пор к роду было приписано несколько дополнительных образцов, в том числе фрагменты позвонков, собранные Kai Bailey в 2014 году, и образец NHMUK R.186, большеберцовая кость.

### Образец NHMUK R.186
Образец NHMUK R.186 (неполная большеберцовая кость) был обнаружен Уильямом Фоксом (William D. Fox ) в 1865 или 1866 году и впервые отнесён к Hypsilophodon foxii Лидеккером (1888). Лидеккер (1891) отнёс NHMUK R.186 к Aristosuchus pusillis; с этим определением согласился Galton в работе 1973 года. Welles и Long (1974) отнесли его к орнитомимидам, в то время как Norman (1990), Kirkland и др. (1998) и Long и Molnar (1998) отнесли NHMUK R.186 к целурозаврам. В более поздних работах Galton и Molnar (2005) отметили сходство NHMUK R.186 с голотипом Coelurus fragilis, а Allain и др. (2014) согласились с тем, что NHMUK R.186 относится к целурозаврам. 
Naish и др. (2001) предварительно отнесли большеберцовую кость к Calamosaurus, а NHMUK R.186 с тех пор был отнесен к Calamospondylus. 

## Описание
Если Calamospondylus был овирапторозавром, то, подобно другим членом группы, он должен был быть небольшим двуногим хищным животным. По оценкам Naish и др. (2001), длина живого животного составляла около 1–2,5 метров.